# Nisida Maszudzsiró
Nisida Maszudzsiró japán válogatott labdarúgó, később a japán válogatott szövetségi kapitánya is volt.